# Payyannur
Payyannur (o Payyanur) è una suddivisione dell'India, classificata come municipality, di 68.711 abitanti, situata nel distretto di Kannur, nello stato federato del Kerala. In base al numero di abitanti la città rientra nella classe II (da 50.000 a 99.999 persone).

## Geografia fisica
La città è situata a 12° 5' 60 N e 75° 12' 0 E e ha un'altitudine di 15 m s.l.m..

## Società

### Evoluzione demografica
Al censimento del 2001 la popolazione di Payyannur assommava a 68.711 persone, delle quali 32.678 maschi e 36.033 femmine. I bambini di età inferiore o uguale ai sei anni assommavano a 6.977, dei quali 3.548 maschi e 3.429 femmine. Infine, coloro che erano in grado di saper almeno leggere e scrivere erano 56.932, dei quali 28.210 maschi e 28.722 femmine.